# Fotballklubben Tønsberg
Il Fotballklubben Tønsberg è una società calcistica norvegese con sede nella città di Tønsberg. Milita nella 3. divisjon, quarta divisione del campionato norvegese.

## Storia
Il club fu fondato dall'unione di 20 club locali e sostituì l'Eik-Tønsberg nella 2. divisjon a partire dal 2002. Il primo calciatore a firmare per la nuova società fu Anders Skarbøvik, che fu anche capitano del club. La squadra si classificò seconda nel 2002 e nel 2003. Nel 2004, con l'esperto Reine Almqvist come allenatore, la squadra centrò la promozione in Adeccoligaen. Nel 2005, però, fu retrocesso.

## Rosa 2013
Rosa aggiornata al 9 aprile 2013.
| N. |                     | Ruolo | Calciatore           |
| -- | ------------------- | ----- | -------------------- |
| 1  | Norvegia (bandiera) | P     | Sondre Midtgarden    |
| 2  | Norvegia (bandiera) | D     | Eirik Moen           |
| 3  | Norvegia (bandiera) | D     | Marchus Hem          |
| 4  | Norvegia (bandiera) | C     | Anders Nygaard       |
| 5  | Norvegia (bandiera) | D     | Markus Markussen     |
| 6  | Norvegia (bandiera) | C     | Olav Møllerplass     |
| 7  | Norvegia (bandiera) | C     | Petter Hermansen     |
| 8  | Norvegia (bandiera) | C     | Martin Ottersen      |
| 9  | Norvegia (bandiera) | D     | Christian Wilhelmsen |
| 10 | Norvegia (bandiera) | C     | Kristian Pedersen    |
| 11 | Norvegia (bandiera) | C     | Fredrik Hauge        |

| N. |                     | Ruolo | Calciatore            |
| -- | ------------------- | ----- | --------------------- |
| 12 | Norvegia (bandiera) | A     | Benjamin Bendu        |
| 13 | Norvegia (bandiera) | A     | Pål Oscar Christensen |
| 14 | Norvegia (bandiera) | D     | Henrik Hamer          |
| 15 | Norvegia (bandiera) | C     | Håkon Mjell           |
| 16 | Norvegia (bandiera) | C     | Simen Levorsen        |
| 17 | Norvegia (bandiera) | A     | Mathias Eriksen       |
| 18 | Norvegia (bandiera) | C     | Mathias Zimmer        |
| 19 | Norvegia (bandiera) | C     | Enver Gashi           |
| 20 | Norvegia (bandiera) | A     | Ole Martin Sørum      |
| 21 | Norvegia (bandiera) | A     | Anton Onshuus         |
| 22 | Norvegia (bandiera) | P     | Henrik Mathisen       |

## Rosa 2012
| N. |                        | Ruolo | Calciatore             |
| -- | ---------------------- | ----- | ---------------------- |
| 1  | Norvegia (bandiera)    | P     | Per Stensrud           |
| 3  | Svezia (bandiera)      | D     | Marcus Ohlsson         |
| 4  | Pakistan (bandiera)    | D     | Omar Malik             |
| 5  | Norvegia (bandiera)    | D     | Markus Markussen       |
| 6  | Norvegia (bandiera)    | D     | Jon Mikael Skaug       |
| 7  | Iran (bandiera)        | C     | Awat Peyghambernejad   |
| 8  | Norvegia (bandiera)    | C     | Mergim Hereqi          |
| 9  | Norvegia (bandiera)    | A     | Christian Østli        |
| 10 | Inghilterra (bandiera) | A     | Cherno Samba           |
| 11 | Norvegia (bandiera)    | C     | Christian Steen-Hansen |
| 12 | Norvegia (bandiera)    | P     | Theo Bara Bergh M'Bow  |

| N. |                            | Ruolo | Calciatore            |
| -- | -------------------------- | ----- | --------------------- |
| 13 | Norvegia (bandiera)        | C     | Simen Melhus          |
| 15 | Norvegia (bandiera)        | C     | Håkon Laaveg Mjell    |
| 16 | Norvegia (bandiera)        | D     | Andreas Berg Andresen |
| 17 | Norvegia (bandiera)        | C     | Aksel H. Duus         |
| 18 | Norvegia (bandiera)        | C     | Stian Semb Aasmundsen |
| 19 | Norvegia (bandiera)        | D     | Enver Gashi           |
| 21 | Svezia (bandiera)          | C     | Tobias Nilsson        |
| 22 | Norvegia (bandiera)        | D     | Lars-Erik Figved      |
| 23 | Scozia (bandiera)          | C     | Grant Kerr            |
| 30 | Norvegia (bandiera)        | P     | Thomas Stensholt      |
|    | Gambia (bandiera)          | A     | Abdou Darboe          |
|    | Rep. Dominicana (bandiera) | A     | Juan René Contreras   |

## Rosa 2011
| N. |                     | Ruolo | Calciatore             |
| -- | ------------------- | ----- | ---------------------- |
| 1  | Norvegia (bandiera) | P     | Per Stensrud           |
| 3  | Svezia (bandiera)   | D     | Marcus Ohlsson         |
| 4  | Pakistan (bandiera) | D     | Omar Malik             |
| 5  | Norvegia (bandiera) | D     | Markus Markussen       |
| 6  | Norvegia (bandiera) | D     | Jon Mikael Skaug       |
| 7  | Iran (bandiera)     | C     | Awat Peyghambernejad   |
| 8  | Norvegia (bandiera) | C     | Mergim Hereqi          |
| 9  | Norvegia (bandiera) | A     | Christian Østli        |
| 11 | Norvegia (bandiera) | C     | Christian Steen-Hansen |
| 12 | Norvegia (bandiera) | P     | Theo Bara Bergh M'Bow  |

| N. |                     | Ruolo | Calciatore            |
| -- | ------------------- | ----- | --------------------- |
| 13 | Norvegia (bandiera) | C     | Simen Melhus          |
| 15 | Norvegia (bandiera) | C     | Håkon Laaveg Mjell    |
| 16 | Norvegia (bandiera) | D     | Andreas Berg Andresen |
| 17 | Norvegia (bandiera) | C     | Aksel H. Duus         |
| 18 | Norvegia (bandiera) | C     | Stian Semb Aasmundsen |
| 19 | Norvegia (bandiera) | D     | Enver Gashi           |
| 21 | Svezia (bandiera)   | C     | Tobias Nilsson        |
| 22 | Norvegia (bandiera) | D     | Lars-Erik Figved      |
| 23 | Norvegia (bandiera) | D     | Håvard Andreassen     |
| 30 | Norvegia (bandiera) | P     | Thomas Stensholt      |
|    | Gambia (bandiera)   | A     | Abdou Darboe          |

## Allenatori
- Steinar Skeie (2002-2003)
- Reine Almqvist (2004-2005)
- Per Egil Swift (2006-2008)
- Tor Thodesen (2009-2010)
- Hein Henriksen (2011)
- Geir Midtsian (2011-2012)
- Tor Thodesen (2013)
- Sindre Bjerkeseth (2013-)

## Palmarès

### Competizioni nazionali
- 2. divisjon: 1

2004 (gruppo 1)
- 3. divisjon: 1

2015 (gruppo 4)

### Altri piazzamenti
- 2. divisjon:

Secondo posto: 2002 (gruppo 2), 2003 (gruppo 1), 2007 (gruppo 1)
Terzo posto: 2008 (gruppo 4), 2009 (gruppo 1), 2010 (gruppo 3)
- 3. divisjon:

Secondo posto: 2014 (gruppo 5)